# Zorro (televisieserie uit 1990)
Zorro is een Amerikaanse televisieserie gebaseerd op het gelijknamige personage. De serie werd uitgezonden van 5 januari 1990 t/m 2 december 1993, met een totaal van 88 afleveringen. 

## Verhaal
De serie is wederom een hervertelling van Don Diego de la Vega en diens alter ego Zorro in hun strijd tegen het kwaad. Diego woont samen met zijn vader, Don Alejandro, en de doofstomme jongeman Felipe in een grote ranch vlak bij Los Angeles.
Zorro’s grootste tegenstander is de corrupte bevelhebber in de stad, Alcalde Luis Ramone. Het is vanwege Luis Ramone’s onderdrukking van het volk dat Diego terugkeerde naar Californië en daar Zorro werd. Zorro heeft een oogje op Victoria Escalante, een vrouw die in haar eentje de lokale herberg runt.
Aan het eind van seizoen 2 kwam Luis Ramone om het leven bij een duel met Zorro in het Duivelsfort. Hij werd echter opgevolgd door de net zo corrupte Alcalde Ignacio de Soto, die de rest van de serie Zorro’s voornaamste tegenstander vormt.
Een ander personage in de serie is Sergeant Jaime Mendoza, de dikke en domme bevelhebber van het leger in Los Angeles. Hij is zowel een vriend als vijand van Zorro.

## Rolverdeling
| Acteur              | Personage                                  |
| ------------------- | ------------------------------------------ |
| Duncan Regehr       | Don Diego de la Vega / Zorro               |
| James Victor        | Sergeant Jaime Mendoza                     |
| Juan Diego Botto    | Felipe                                     |
| Patrice Martinez    | Victoria Escalante                         |
| Efrem Zimbalist jr. | Don Alejandro de la Vega (seizoen 1)       |
| Henry Darrow        | Don Alejandro de la Vega (seizoen 2 tem 4) |
| Michael Tylo        | Alcalde Luis Ramone (seizoen 1 en 2)       |
| J.G. Hertzler       | Alcalde Ignacio de Soto (seizoen 3 en 4)   |

Vele gastrollen in Zorro werden vertolkt door (latere) bekende acteurs en actrices, zoals bijvoorbeeld:
| Acteur             | Personage                 |
| ------------------ | ------------------------- |
| Roddy Piper        | Bishop                    |
| Jim Carter         | Kolonel Mefisto Palomarez |
| Jesse Ventura      | Big Jim Jarrett           |
| Daniel Craig       | Luitenant Hidalgo         |
| Clive Russell      | Kapitein Henry Stark      |
| Adam West          | Dr. Henry Wayne           |
| André the Giant    | Nestor Vargas             |
| Warwick Davis      | Don Alfonso Figueroa      |
| Rob Estes          | Monty Moran               |
| Tim Reid           | Dr. Lorenzo Lozano        |
| Pete Postlethwaite | Bandiet                   |
| Hunter Tylo        | Señora Del Reynoso        |

## Afleveringen

### Seizoen 1
1. Dead Men Tell No Tales
2. Deceptive Heart
3. Water
4. Double Entendre
5. The Best Man
6. The Sure Thing
7. Zorro's Other Woman
8. The Legend Begins: Part 1
9. The Legend Begins: Part 2
10. The Legend Begins: Part 3
11. The Legend Begins: Part 4
12. Pride of the Pueblo
13. Honor Thy Father
14. The Magician
15. A Deal with the Devil
16. Whereabouts
17. All That Glitters
18. Child's Play
19. A Wolf in Sheep's Clothing
20. Ghost Story
21. The Bounty Hunters
22. The Unhappy Medium
23. An Explosive Situation
24. Family Business
25. Palomarez Returns

### Seizoen 2
1. The Wizard
2. Master & Pupil
3. Kidnapped
4. The Tease
5. He Who Lives by the Sword
6. Freedom of the Press
7. Sanctuary
8. The Chase
9. Broken Heart, Broken Mask
10. White Sheep of the Family
11. The Challenge
12. Rites of Passage
13. The Falcon
14. It's a Wonderful Zorro
15. The Marked Man
16. Big Brother
17. To Be a Man
18. The Whistling Bandit
19. The Don's Dilemma
20. The Jewelled Sword
21. The Newcomers
22. The Devil's Fortress: Part 1
23. The Devil's Fortress: Part 2
24. One for All - Part 1
25. One for All - Part 2

### Seizoen 3
1. The New Broom
2. Rush to Judgement
3. A New Lease on Love
4. The Man Who Cried Wolf
5. Armed & Dangerous
6. The Buccaneers
7. A New Beginning
8. A Woman Scorned
9. Wicked, Wicked Zorro
10. Alejandro Rides Again
11. The Old Flame
12. Miracle of the Pueblo
13. A Love Remembered
14. Dirty Tricks
15. Mendoza the Malevolent
16. Test of Faith
17. Siege
18. They Call Her Annie
19. Silk Purses and Sow's Ears
20. Turning the Tables
21. One Special Night
22. Balancing the Books
23. Blind Man's Bluff
24. Heir Apparent
25. The Word

### Seizoen 4
1. The Fox and the Rabbit
2. Ultimate Justice
3. Love Potion Number Nine
4. As Ye Sow
5. An Affair to Remember
6. The Reward
7. Like Father, Like Son
8. Symbol of Hope
9. My Word Is My Bond
10. The Arrival (1)
11. Death & Taxes (2)
12. Conundrum (3)
13. The Discovery (4)

## Trivia
- De serie won in 1992 tweemaal een Young Artist Award, te weten voor “Best Off-Primetime or Cable Family Series” en “Best Young Actor Guest Starring or Recurring Role in a TV Series (John Christian Graas)”.
- Acteur Henry Darrow is de enige acteur uit de serie die bij drie Zorro-producties betrokken is geweest. Naast zijn rol in deze serie deed hij al eerder de stem van Don Diego/Zorro in The New Adventures of Zorro, en speelde Don Diego/Zorro in de serie Zorro and Son.